# Fresku
Roy Michael Reymound alias Fresku né le 26 octobre 1986 à Eindhoven aux Pays-Bas, est un rappeur néerlandais d'origine curacienne.

## Discographie

### Albums studio
- 2010 : Fresku
- 2012 : Maskerade
- 2015 : Nooit meer terug

### Mixtapes
- 2009 : Horen, Zien en Strijden

### Singles
- 2009 : Twijfel
- 2009 : Ik ben hier feat. Neenah
- 2010 : Nieuwe dag feat. Winne
- 2010 : Kutkop
- 2011 : Alleen
- 2012 : Pa
- 2012 : Cirkels feat. Izaline Calister
- 2012 : Hedde Druksop feat. Theo Maassen
- 2015 : Kreeft feat. MocroManiac
- 2015 : Ik wil feat. Shirma Rouse
- 2017 : Witlof feat. MocroManiac